# Список об'єктів Світової спадщини ЮНЕСКО в Шрі-Ланці

## Статистика
У списку об'єктів світової спадщини ЮНЕСКО на Шрі-Ланці значиться 8 найменувань (на 2015 р.).
З них:
- 6 культурних об'єктів
- 2 природних об'єкти

2 культурні об'єкти визнані шедеврами людського генія (критерій i).

## Список
У цій таблиці об'єкти розташовано в порядку їхнього додавання до списку Світової спадщини ЮНЕСКО.
| № | Зображення | Назва                                                          | Місцезнаходження                           | Час створення        | Час внесення до списку | №                                                   | Критерії    |
| - | ---------- | -------------------------------------------------------------- | ------------------------------------------ | -------------------- | ---------------------- | --------------------------------------------------- | ----------- |
| 1 |            | Історичне місто Полоннарува синг. පොළොන්නරු යුගය, там. பொலன்னறுவை       | Північно-Центральна провінція              |                      | 1982                   | 201 [Архівовано 26 грудня 2018 у Wayback Machine.]  | i, iii, iv  |
| 2 |            | Наскельна фортеця і палац Сігірія синг. സിഗിരിയ, там. சிகிரியா        | Центральна провінція                       | V століття           | 1982                   | 202 [Архівовано 26 грудня 2018 у Wayback Machine.]  | ii, iii, iv |
| 3 |            | Історичне місто Анурадхапура синг. අනුරාධපුර, там. அனுராதபுரம்        | Північно-Центральна провінція              | IV століття до н. е. | 1982                   | 200 [Архівовано 12 липня 2018 у Wayback Machine.]   | ii, iii, iv |
| 4 |            | Стара частина міста Галле і його укріплення синг. ගාල්ල, там. காலி | Південна провінція                         | 1663                 | 1988                   | 451 [Архівовано 26 грудня 2018 у Wayback Machine.]  | iv          |
| 5 |            | Священне місто Канді синг. കാന്ഡി, там. கண்டி                       | Центральна провінція                       | XIV століття         | 1988                   | 450 [Архівовано 26 грудня 2018 у Wayback Machine.]  | iv, vi      |
| 6 |            | Лісовий заповідник Сінхараджа синг. සිංහරාජ, там. சிங்கராஜக் காடு       | Провінція Сабарагамува, Південна провінція | -                    | 1988                   | 405 [Архівовано 6 січня 2019 у Wayback Machine.]    | ix, x       |
| 7 |            | Золотий храм Дамбулла синг. දඹුල්ල, там. தம்புள்ளை                   | Центральна провінція                       | IV століття до н. е. | 1991                   | 561 [Архівовано 26 грудня 2018 у Wayback Machine.]  | i, vi       |
| 8 |            | Нагір'я в центрі Шрі-Ланки                                     | Південно-центральна частина острова        |                      | 2010                   | 1203 [Архівовано 26 грудня 2018 у Wayback Machine.] | ix, x       |